# Katastrofa drogowa pod Żywcem
Katastrofa drogowa pod Żywcem – katastrofa autobusowa, która wydarzyła się 15 listopada 1978 roku w Wilczym Jarze – wąwozie schodzącym do Jeziora Żywieckiego na terenie Oczkowa. Jest to druga pod względem liczby ofiar (po katastrofie autobusu pod Gdańskiem w 1994 roku) katastrofa drogowa w powojennej historii Polski – zginęło 30 osób.

## Okoliczności katastrofy
O godzinie 4:50, autobus PKS marki Autosan H9-03 o numerze rejestracyjnym BBA 020E, kierowany przez Józefa Adamka wpadł w poślizg i spadł z wysokości 18 metrów z mostu w Wilczym Jarze blisko brzegu Jeziora Żywieckiego. Przyczyna wpadnięcia w poślizg do dzisiaj rodzi wiele spekulacji, włączając w to skutek wcześniejszego zderzenia lub próbę ominięcia innego samochodu stojącego wówczas na moście, brak jednak jednoznacznych dowodów na potwierdzenie tych hipotez. Na pomoc poszkodowanym ruszyli pasażerowie innych pojazdów, którym udało się wydobyć z rozbitego autobusu 9 żywych osób. 
O godzinie 5:15, drugi autobus PKS marki Autosan H9-03 o numerze rejestracyjnym KX 5579, kierowany przez Bolesława Zonia wpadł w poślizg, po czym runął z wysokości 18 metrów z mostu w Wilczym Jarze wprost do Jeziora Żywieckiego i zatonął na głębokości 5 metrów. Do zdarzenia doszło pomimo, iż kilka osób machało do kierowcy, usiłując ostrzec go przed zagrożeniem, lecz ten, prawdopodobnie przez panujące wtedy ciemności, nie zauważył ich. Służby ratunkowe przyjechały na miejsce zdarzenia dopiero po spadnięciu drugiego autobusu. 
W wypadkach obu autobusów śmierć poniosło trzydzieści osób, dziewięć udało się uratować. Autobusami podróżowali górnicy zmierzający do kopalni KWK „Brzeszcze”, KWK „Mysłowice” oraz lędzińskiej KWK „Ziemowit”. Zginęło 27 górników, wdowa po zmarłym dwa tygodnie wcześniej w wypadku drogowym górniku kopalni „Brzeszcze” oraz dwóch kierowców PKS.

## Przyczyny katastrofy

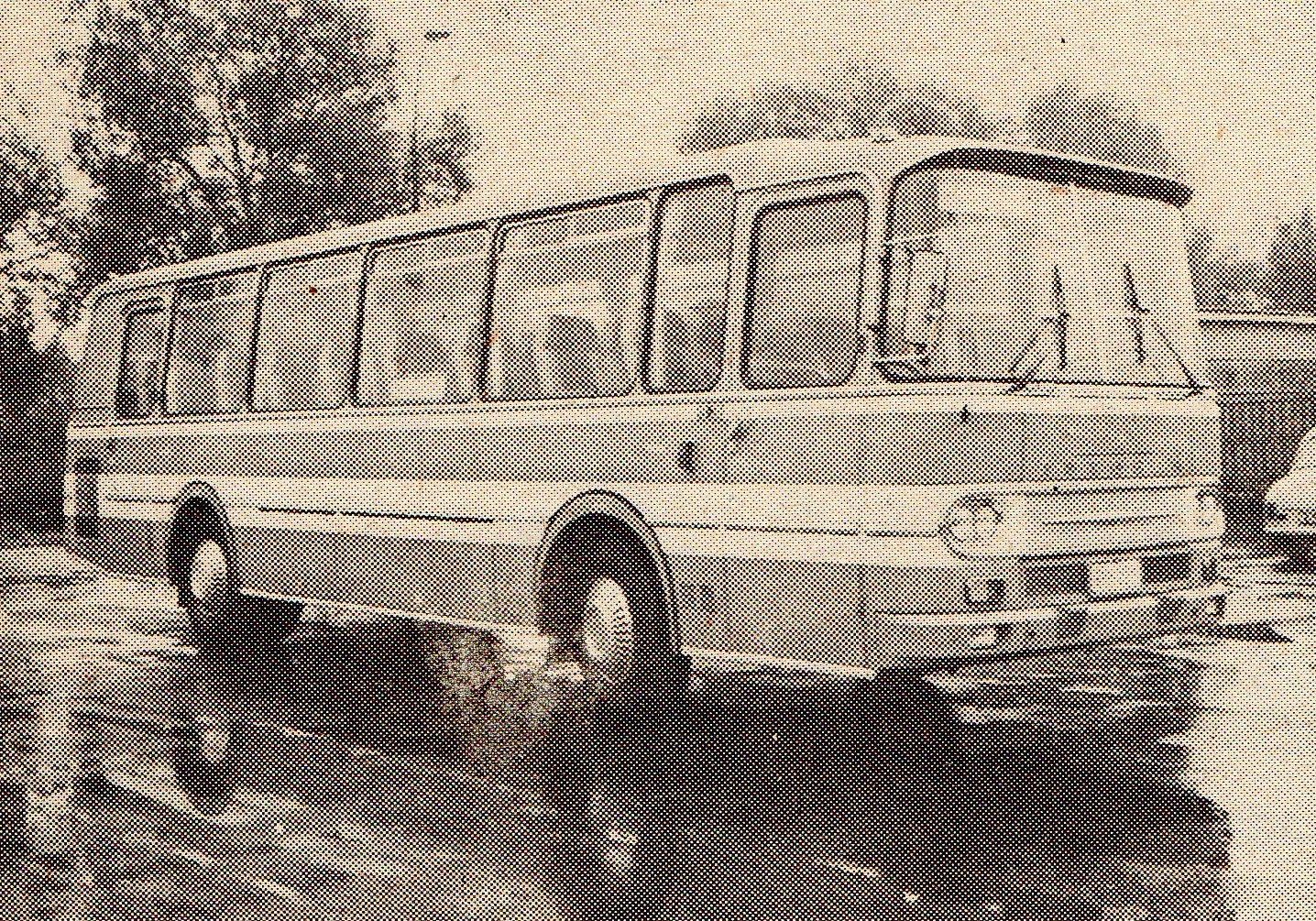
Autosan H9

W oficjalnym komunikacie Polskiej Agencji Prasowej, w oświadczeniu, pod którym podpisał się prokurator prokuratury wojewódzkiej w Bielsku-Białej, czytamy: […] przyczyną katastrof drogowych było niezachowanie przez kierowców prędkości bezpiecznej (poniżej 30 km/godz.) w chwili wjazdu na most i właściwej techniki jazdy, […] co miało miejsce w szczególnie niekorzystnych warunkach atmosferycznych. W nocy temperatura spadła do minus 6 st. Celsjusza. Świadkowie mówili, że na drogach w pobliżu zbiorników wodnych „tworzyły się białe osady zamarzniętych kropel rosy”.
Historyk Paweł Zyzak uważa, że śledztwo od początku było prowadzone pod z góry ustaloną tezę narzuconą przez Komisję Rządową, że winę za katastrofę ponoszą kierowcy. Według jego przypuszczeń na moście doszło do zderzenia z innym pojazdem, być może z radiowozem Milicji Obywatelskiej.

## Upamiętnienie
Dziś katastrofę upamiętnia pamiątkowa tablica, postawiona tuż przy moście. Alfabetyczną listę zabitych otwierają i zamykają kierowcy: prowadzący pierwszy autobus Józef Adamek (ojciec pięściarza Tomasza Adamka) i drugi pojazd – Bolesław Zoń. Trzy najmłodsze ofiary miały po 18 lat, najstarsza – 48.  
W 2013 roku, w 35. rocznicę katastrofy, ukazała się bardzo obszerna monografia pt. Tajemnica Wilczego Jaru autorstwa Pawła Zyzaka.

## Ofiary katastrofy
1. Józef Adamek (lat 35)
2. Tadeusz Bargiel (lat 36)
3. Leszek Barteczko (lat 26)
4. Bolesław Cader (lat 46)
5. Roman Fic (lat 23)
6. Henryk Fidyk (lat 43)
7. Tadeusz Filipiak (lat 27)
8. Jan Górny (lat 31)
9. Józef Górny (lat 30)
10. Antoni Habiciak (lat 27)
11. Kazimierz Kastelik (lat 30)
12. Janusz Kobza (lat 22)
13. Waldemar Kubalańca (lat 18)
14. Bogumił Kucharski (lat 35)
15. Tadeusz Kupczak (lat 27)
16. Zygmunt Kupczak (lat 32)
17. Andrzej Lach (lat 21)
18. Leszek Mrowiec (lat 20)
19. Jan Pach (lat 27)
20. Kazimierz Ścieszka (lat 22)
21. Jan Tomaszek (lat 29)
22. Stanisław Urbaniec (lat 18)
23. Jerzy Walaszek (lat 19)
24. Natalia Walaszek (lat 23)
25. Stanisław Widuch (lat 18)
26. Franciszek Wieczorek (lat 38)
27. Antoni Wiewióra (lat 26)
28. Czesław Wróbel (lat 24)
29. Stanisław Wrzeszcz (lat 27)
30. Bolesław Zoń (lat 48)